# 1,2,3-Trinitrobenzen
1,2,3-Trinitrobenzen – organiczny związek chemiczny z grupy nitrozwiązków, trinitrowa pochodna benzenu. Ma dwa izomery podstawienia: 1,3,5-trinitrobenzen i 1,2,4-trinitrobenzen. 
Można go otrzymać w wyniku utleniania 2,6-dinitroaniliny lub 2,6-dinitrofenylohydroksyloaminy, np. za pomocą 98% H
2O
2 w stęż. H
2SO
4 lub kwasem trifluoronadoctowym (CF
3COOOH).
Wykazuje nietypowo wysoką reaktywność w substytucji nukleofilowej grupy 2-nitrowej przez anilinę w porównaniu do 1,2,4-trinitrobenzenu. Przypisuje się to efektom sterycznym związanym ze stłoczeniem 3 grup nitrowych i związanym z tym ich odchyleniem od płaszczyzny pierścienia i ich słabszemu sprzężeniu z pierścieniem.